# 塞迦斯坦 (薩珊王朝行省)
塞迦斯坦（Sakastan，也可拼寫為Sagestān、Sagistan、Seyanish、Segistan、Sistan、和Sijistan）是在古典時代晚期薩珊王朝的一個行省，位於薩珊王朝所建立的四大區域中的尼姆魯茲區（
kust）之內內。這個行省的西邊是克爾曼省，西北邊是斯帕漢省，東北邊是貴霜沙赫爾省，和東南邊的圖蘭省。這行省的總督擁有馬爾茲班的頭銜，還擁有“Sakanshah”（“塞迦人君王”）的頭銜，但“Sakanshah”的頭銜在約公元459年/460年受到廢除。

## 名詞來源
“Sakastan”的意思是“塞迦人的土地（“the land of the Saka”）”，塞迦人是個斯基泰人的部族，從公元前2世紀到公元1世紀間遷移到伊朗高原和印度，他們在那裡建立一個印度-斯基泰王國。在奔達辛（用中古波斯語撰寫的祆教經文）中，這個省的名稱寫為“Seyansih”。在阿拉伯人征服伊朗後，這省被稱為“Sijistan”，後來又被稱為“Sistan”，至今它仍是伊朗的一個省（錫斯坦－俾路支斯坦省）。

## 歷史
這個行省約在公元240年，沙普爾一世（在位期間約240年到270年）所建立，沙普爾一世此舉是為實施中央集權的措施之一，在此之前，這個省由印度-帕提亞王國（也稱蘇倫王國）所統治（統治者為Ardashir Sakanshah），它在沙普爾一世的父親阿爾達希爾一世在世時（在位期間約224年到242年）成為薩珊王朝的附庸，沙普爾一世還將扎蘭季古城重建，作為這個省的省會。沙普爾一世的兒子納塞赫是這個行省的總督，他擔任這個職務直到271年，之後由薩珊王朝的王子荷姆茲接手。
稍後約在公元281年，荷姆茲對他的堂兄，薩珊王朝君王巴赫拉姆二世（在位期間約274年到293年）發動叛變，叛變期間，塞迦斯坦人民支持荷姆茲。巴赫拉姆二世在283年將叛亂平息，並任命自己的兒子巴赫拉姆三世為總督。在沙普爾二世（巴赫拉姆二世的遺腹子）統治初期（在位期間約309年到379年），他任命自己的兄弟沙普爾·薩坎沙為塞迦斯坦總督。薩珊王朝另一位君王卑路斯一世（統治期間約459年到484年）在他的早期統治期間，安排一位卡倫家族的族人擔任總督，由王朝皇族統治這個行省的傳統被打破。卑路斯一世如此做原因是為避免皇族間為此而生衝突，並取得更多控制權力。

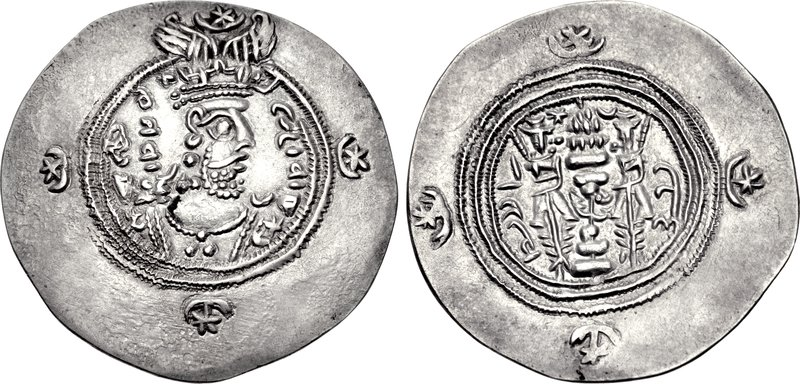
薩珊王朝末代君主伊嗣俟三世，公元651年在塞迦斯坦所鑄的銀幣。

在伊斯蘭征服波斯的過程中，最後一位薩珊王朝國王伊嗣俟三世在640年代中期逃到塞迦斯坦，當時的總督阿帕維茲（這總督或多或少有自治權力）收容他。然而，當伊嗣俟三世要求阿帕維茲繳納稅款，而阿帕維茲無法繳納時，後者迅速終止對伊嗣俟三世的支持。在公元650/1年，剛征服克爾曼行省的阿卜杜拉·伊本·阿米爾（正統哈里發時期的阿拉伯軍事領袖），派遣部屬拉比·伊本·茲亞德·哈利提領軍遠征塞迦斯坦。拉比抵達克爾曼與塞迦斯坦交界城鎮扎里克（Zaliq），強迫該鎮的地主階級接受拉希敦哈里發的統治。然後，他抵達卡爾庫亞（Karkuya）要塞做同樣的事，這座要塞有座著名的祆教火廟，在波斯語歷史作品《Tarikh-i Sistan （塞迦斯坦歷史（History of Sistan））》中曾提及。
拉比繼續在塞迦斯坦省征服更多土地，而後包圍扎蘭季，經過城外激烈戰鬥，阿帕維茲和他的士兵投降。當阿帕維茲與拉比見面，討論投降條件時，他看到拉比用兩名陣亡士兵的屍體當椅子，而大為驚駭，為避免塞迦斯坦人再度受阿拉伯人殺戮，和約諦成。塞迦斯坦獻出大量的貢物，包括一千名男童為奴，還有一千個金製器皿給阿拉伯征服者。塞迦斯坦從此由拉希敦哈里發所控制。

## 人口與宗教
在阿契美尼德帝國時期，塞迦斯坦（當時稱為德蘭吉亞那）由一個已波斯化，被稱為德蘭吉亞那人的東伊朗部族所盤踞。從公元前2世紀到1世紀之間，有大量的塞迦部族，和一些帕提亞人湧入薩當地，用伊朗百科全書編輯之一克里斯多福·布倫納博士（Dr. Christopher J. Brunner）的說法：“（這種大量的外來民族）把這個地區既有的人口格局重塑”。
塞迦斯坦的居民主要是信奉祆教，其中有小部分是聶斯脫里主義基督教信徒。

## 蘇倫家族
蘇倫家族是安息帝國的的貴族，曾在安息帝國，後來也在薩珊王朝的朝廷裡侍奉過，是伊朗七大家族之一，每個家族在薩珊王朝的不同地區擁有土地，蘇倫家族在塞迦斯坦幾處擁有土地。

## 鑄造錢幣
在沙普爾二世在位時期，曾在塞迦斯坦建立一座鑄幣廠（錢幣上標記：SKSTN, S, SK）。從喀瓦德一世（在位期間約488年到496年）開始，這座鑄設於於省會扎蘭季（錢幣上標記：ZR、ZRN、ZRNG）。

## 已知的塞迦斯坦總督名單
- 納塞赫（公元240年到271年）
- 巴赫拉姆二世（271年到274年）
- 塞迦斯坦的荷姆茲（英语：Hormizd of Sakastan）（274年到283年）
- 巴赫拉姆三世（283年到293年）
- 沙普爾·薩坎沙（英语：Shapur Sakanshah）（4世紀初）
- 荷姆茲三世（??? 到457年）
- 未知名的的卡倫家族成員（459/60年到 ???）
- 蘇赫拉（英语：Sukhra）（??? 到公元484年）
- 塞迦斯坦的巴赫蒂亞爾（Bakhtiyar of Sakastan，在霍斯勞二世統治時期）
- 塞迦斯坦的羅斯塔姆（Rostam of Sakastan，7世紀初）
- 阿帕維茲（英语：Aparviz of Sakastan）（??? 到650/1年）